# Élections législatives de 1978 dans les Hautes-Pyrénées
Les élections législatives françaises de 1978 se déroulent les 12 et 19 mars 1978. Dans le département des Hautes-Pyrénées, deux députés sont à élire dans le cadre de deux circonscriptions.

## Élus
| Circonscription | Député sortant  | Parti | Parti | Député élu ou réélu | Parti | Parti |
| --------------- | --------------- | ----- | ----- | ------------------- | ----- | ----- |
| 1re             | André Guerlin   |       | PS    | Pierre Forgues      |       | PS    |
| 2e              | François Abadie |       | MRG   | François Abadie     |       | MRG   |

## Résultats

### Résultats à l'échelle du département
| Parti          | Parti                              | Premier tour | Premier tour | Second tour | Second tour | Sièges |
| Parti          | Parti                              | Voix         | %            | Voix        | %           | Sièges |
| -------------- | ---------------------------------- | ------------ | ------------ | ----------- | ----------- | ------ |
|                | Parti communiste français          | 31 370       | 23,46        | Retrait     | Retrait     | 0      |
|                | Mouvement des radicaux de gauche   | 25 413       | 19,00        | 43 732      | 31,98       | 1      |
|                | Parti socialiste                   | 17 549       | 13,12        | 36 005      | 26,33       | 1      |
|                | Union de la gauche                 | 74 332       | 55,58        | 79 737      | 58,31       | 2      |
|                |                                    |              |              |             |             |        |
|                | Union pour la démocratie française | 28 064       | 20,98        | 28 381      | 20,76       | 0      |
|                | Rassemblement pour la République   | 22 164       | 16,57        | 28 624      | 20,93       | 0      |
|                | Divers droite                      | 1 807        | 1,35         |             |             | 0      |
|                | Majorité présidentielle            | 52 035       | 38,91        | 57 005      | 41,69       | 0      |
|                |                                    |              |              |             |             |        |
|                | Écologie 78                        | 2 991        | 2,24         |             |             | 0      |
|                | Extrême gauche (LO et LCR)         | 3 333        | 2,49         | 0           |             |        |
|                | Parti socialiste unifié            | 1 046        | 0,78         | 0           |             |        |
|                |                                    |              |              |             |             |        |
| Inscrits       | Inscrits                           | 164 464      | 100,00       | 164 436     | 100,00      | 2      |
| Abstentions    | Abstentions                        | 28 377       | 17,25        | 25 324      | 15,4        |        |
| Votants        | Votants                            | 136 087      | 82,75        | 139 112     | 84,6        |        |
| Blancs et nuls | Blancs et nuls                     | 2 350        | 1,73         | 2 370       | 1,7         |        |
| Exprimés       | Exprimés                           | 133 737      | 98,27        | 136 742     | 98,3        |        |

### Résultats par circonscription

#### Première circonscription (Tarbes-Sud - Bagnères-de-Bigorre)
| Candidat       | Candidat            | Parti          | Premier tour | Premier tour | Second tour | Second tour |  |
| Candidat       | Candidat            | Parti          | Voix         | %            | Voix        | %           |  |
| -------------- | ------------------- | -------------- | ------------ | ------------ | ----------- | ----------- |  |
|                | Pierre Bleuler      | UDF (CDS)      | 17 842       | 28,63        | 28 381      | 44,08       |  |
|                | Pierre Forgues élu  | PS             | 17 549       | 28,16        | 36 005      | 55,92       |  |
|                | Paul Chastellain    | PCF            | 15 325       | 24,59        | Retrait     | Retrait     |  |
|                | Jacques Catherineau | RPR            | 5 783        | 9,28         |             |             |  |
|                | Jean Journé         | UDF (Rad)      | 2 585        | 4,15         |             |             |  |
|                | Suzanne Lacroix     | PSU (FA)       | 1 046        | 1,68         |             |             |  |
|                | Philippe Lemaire    | Écologie 78    | 816          | 1,31         |             |             |  |
|                | Michelle Puel       | LO             | 629          | 1            |             |             |  |
|                | Albert Charbonnier  | LCR            | 382          | 0,61         |             |             |  |
|                | Lucien Papavoine    | Divers droite  | 361          | 0,58         |             |             |  |
|                |                     |                |              |              |             |             |  |
| Inscrits       | Inscrits            | Inscrits       | 77 499       | 100,00       | 77 498      | 100,00      |  |
| Abstentions    | Abstentions         | Abstentions    | 14 147       | 18,25        | 12 111      | 15,63       |  |
| Votants        | Votants             | Votants        | 63 352       | 81,75        | 65 387      | 84,37       |  |
| Blancs et nuls | Blancs et nuls      | Blancs et nuls | 1 034        | 1,63         | 1 001       | 1,53        |  |
| Exprimés       | Exprimés            | Exprimés       | 62 318       | 98,37        | 64 386      | 98,47       |  |

#### Deuxième circonscription (Tarbes-Nord - Lourdes)
| Candidat       | Candidat                      | Parti          | Premier tour | Premier tour | Second tour | Second tour |  |
| Candidat       | Candidat                      | Parti          | Voix         | %            | Voix        | %           |  |
| -------------- | ----------------------------- | -------------- | ------------ | ------------ | ----------- | ----------- |  |
|                | François Abadie sortant réélu | MRG            | 25 413       | 35,58        | 43 732      | 60,44       |  |
|                | José Marthe                   | RPR            | 16 381       | 22,94        | 28 624      | 39,56       |  |
|                | Yvan Souptès                  | PCF            | 16 045       | 22,47        | Retrait     | Retrait     |  |
|                | Marie-Thérèse Chambeyron      | UDF (PR)       | 7 637        | 10,69        |             |             |  |
|                | Élie Abadie                   | LO             | 2 322        | 3,25         |             |             |  |
|                | Arlette Dubalen               | Écologie 78    | 2 175        | 3,05         |             |             |  |
|                | Giselle Guirette              | Divers droite  | 1 446        | 2,02         |             |             |  |
|                |                               |                |              |              |             |             |  |
| Inscrits       | Inscrits                      | Inscrits       | 86 965       | 100,00       | 86 938      | 100,00      |  |
| Abstentions    | Abstentions                   | Abstentions    | 14 230       | 16,36        | 13 213      | 15,2        |  |
| Votants        | Votants                       | Votants        | 72 735       | 83,64        | 73 725      | 84,8        |  |
| Blancs et nuls | Blancs et nuls                | Blancs et nuls | 1 316        | 1,81         | 1 369       | 1,86        |  |
| Exprimés       | Exprimés                      | Exprimés       | 71 419       | 98,19        | 72 356      | 98,14       |  |